# Chânes
Chânes är en kommun i departementet Saône-et-Loire i regionen Bourgogne-Franche-Comté i östra Frankrike. Kommunen ligger i kantonen La Chapelle-de-Guinchay som tillhör arrondissementet Mâcon. År 2022 hade Chânes 529 invånare.

## Befolkningsutveckling
Antalet invånare i kommunen Chânes
| Referens: INSEE |